# Maxburretia gracilis
Maxburretia gracilis är en enhjärtbladig växtart som först beskrevs av Karl Ewald Maximilian Burret, och fick sitt nu gällande namn av John Dransfield. Maxburretia gracilis ingår i släktet Maxburretia och familjen Arecaceae. Inga underarter finns listade i Catalogue of Life.